# Хвартикуни
Хвартикуни — село в Гергебильского района Дагестана. Входит в состав сельского поселения «Сельский совет „Хвартикунинский“».

## Географическое положение
Расположено в 7 км к юго-западу от села Гергебиль.

## Население
| 1895 | 1926 | 1939 | 1970 | 1989 | 2002 | 2010  |
| ---- | ---- | ---- | ---- | ---- | ---- | ----- |
| 603  | ↗637 | ↗697 | ↘602 | ↘326 | ↗710 | ↗1323 |
| 2021 |      |      |      |      |      |       |
| ↘801 |      |      |      |      |      |       |

Моноэтническое аварское село.